# آریکوناک (سینجیک)
آریکوناک (انگلیسی: Arıkonak) (به ارمنی: Քոմագ) (به کردی: Qomîk) یک منطقه مسکونی در ترکیه است که در استان آدیامان و در ناحیه سینجیک واقع شده‌است.